# I'll Be Alright
I'll Be Alright è un singolo della cantante franco-indonesiana Anggun, pubblicato nel 2006 ed estratto dal terzo album in studio Luminescence.
Del brano esiste anche una versione in lingua francese intitolata Juste avant toi.

## Classifiche
| Classifica (2006-07) | Posizione massima |
| -------------------- | ----------------- |
| Francia              | 28                |
| Russia               | 46                |
| Ucraina              | 47                |